# Nebbia (poesia)
Nebbia è una poesia scritta dal poeta italiano Giovanni Pascoli. È stata pubblicata nel 1899 e tre anni più tardi è entrata a far parte della raccolta poetica Canti di Castelvecchio.

## Testo della poesia
Nascondi le cose lontane,

tu nebbia impalpabile e scialba,

tu fumo che ancora rampolli,

su l'alba,

da' lampi notturni e da' crolli

d'aeree frane!

Nascondi le cose lontane,

nascondimi quello ch'è morto!

Ch'io veda soltanto la siepe 

dell'orto,

la mura ch'ha piene le crepe

di valeriane.

Nascondi le cose lontane:

le cose son ebbre di pianto!

Ch'io veda i due peschi, i due meli,

soltanto,

che danno i soavi lor mieli

pel nero mio pane.

Nascondi le cose lontane

che vogliono ch'ami e che vada!

Ch'io veda là solo quel bianco

di strada,

che un giorno ho da fare tra stanco

don don di campane

Nascondi le cose lontane,

nascondile, involale al volo

del cuore! Ch'io veda il cipresso

là, solo,

qui, solo quest'orto, cui presso

sonnecchia il mio cane.

## Notizie editoriali
La poesia Nebbia è stata pubblicata per la prima volta all'interno della rivista napoletana Flegrea del 20 settembre 1899 e inserita nella prima edizione dei Canti di Castelvecchio del 1903. Le prime sei edizioni dei Canti di Castelvecchio  sono curate personalmente dal poeta,  mentre la settima edizione,  quella del 1914, è a cura della sorella Maria.

## Informazioni metriche
La poesia è divisa in cinque strofe di sei versi:  quattro novenari che corrispondono al primo, secondo, terzo e quinto verso, un trisillabo corrispondente al quarto verso e il senario come verso finale. È presente una ripetizione della stessa frase all'inizio di ogni strofa; in particolare all'inizio di ognuna di esse è messo in primo piano l'imperativo nascondi. Lo schema delle rime è, invece,  ABCBCA e il primo verso rima sempre con l'ultimo verso.
La struttura della poesia, grazie alla dinamicità e diversità dei versi, crea una varietà nelle pause e nei rapporti tra le rime; il ritmo che si crea è spezzato e inquieto.

## Tematica della poesia
Secondo l'interpretazione di Mario Pazzaglia, la poesia di Pascoli rappresenta una sorta di preghiera indirizzata alla nebbia, un elemento naturale che svolge un ruolo benefico per il poeta. La nebbia, con la sua capacità di nascondere le cose lontane, diventa simbolo di come il poeta desideri trasformare le sue sofferenze passate in memorie nebulose, prive di dolore.
Pascoli prega affinché i dolori della sua infanzia siano cancellati dalla sua mente, e questa invocazione si ripete all'inizio di ogni strofa della poesia. In contrasto con le difficoltà della sua giovinezza, il poeta aspira a contemplare semplicemente le cose quotidiane dell'ambiente naturale. Ad esempio, trova serenità nel muro da cui spunta la valeriana (arbusto non scelto casualmente, bensì conosciuto per i suoi effetti benefici e tranquillanti). Trova la pace nei due alberi da frutto che ha davanti, i quali producono frutti dolci da cui ricavare confetture per addolcire il pane nero, simbolo della sua vita difficile.  Quei frutti, resi confetture, sono simbolo della semplicità tipica del mondo agreste, che lui riesce a ritrovare a Castelvecchio. Per Pazzaglia anche il numero pari delle piante da frutto è legato alla ricerca di perfezione e di pace. Sul finale della poesia parla di una strada bianca che lui desidera vedere: è la strada che lo condurrà al cimitero dove troverà la pace; il tutto è ribadito dal suono funereo delle campane. Pascoli presenta la morte come rifugio estremo per le sue sofferenze.
Il poeta esprime il desiderio di vedere una strada bianca, che rappresenta il cammino verso il cimitero dove potrà trovare la pace definitiva, sottolineato dal suono funereo delle campane. La morte è presentata come l'estremo rifugio per le sofferenze di Pascoli. In sintesi, la poesia si articola intorno al desiderio del poeta di trasformare il passato doloroso in una visione serena della natura e di trovare la pace attraverso la morte.
Il cane, che riposa pacifico nell'orto, è rappresentazione dello stato d'animo del poeta. Pascoli finalmente ha trovato un luogo dove può essere felice, dove nessuna sofferenza verrà a scuoterlo.
Le cose lontane, i ricordi del passato, che lui cerca di far nascondere dalla nebbia, sono traumi irrisolti che lo perseguitano, a cui cerca di fuggire aggrappandosi alle cose presenti, quotidiane.
Il Pascoli di Nebbia è un uomo ormai arreso, che vuole cancellare quel passato ed è alla ricerca di serenità: non vuole abbracciare l'infinito, vuole restringersi al finito. Dal suo nido sicuro di Castelvecchio vede l'ignoto come una minaccia,  perché lo identifica con il dolore che non può controllare, differentemente da Leopardi che era grato di poter vivere ed assaporare quell'ignoto. L'infinito per il poeta è qualcosa che potrebbe distruggerlo, che potrebbe attaccarlo, da cui rifugge, rinchiudendosi nel suo nido a Castelvecchio, al sicuro, come notano Emilio Cecchi e Natalino Sapegno.

## La nebbia in altre poesie di Pascoli
Secondo l'interpretazione di Giuseppe Nava la nebbia è un concetto caro alla poesia di Pascoli. Si trova già in alcune poesie della raccolta Myricae, come nella poesia Arano; in quella raccolta, però, rimane un semplice elemento dell'ambiente naturale che accompagna le attività agricole. È nella raccolta Primi Poemetti che comincia ad assumere una connotazione più simbolica.
Stando all'interpretazione di Mario Pazzaglia, nel poemetto Nella nebbia, che fa parte dei Primi Poemetti, la nebbia viene presentata come una coltre spessa e fitta a tratti angosciosa, una nebbia che avvolge l'ambiente che le sta intorno. Il paesaggio che esce dalla fitta coltre sembra uscire dal niente, presentandosi al poeta meno chiaro e confuso. In questa nebbia, lui scruta un paesaggio reale, che, grazie ad essa, si tramuta in spunto per un viaggio e una riflessione con forte valore simbolico; l'immagine che arriva è quella della solitudine. Anche in questo poemetto si trova in parte il tema della sofferenza della vita, del suo essere un qualcosa di non totalmente conoscibile; la nebbia in questa poesia è come l'animo del poeta, che vive in una realtà fatta di mistero, la cui verità a noi rimarrà sempre avvolta nella nebbia .

Il tema della nebbia è un argomento caro a molti autori che possono essere stati ispirazione per Pascoli,  come per esempio Coleridge e autori classici come Lucrezio e Dante; inoltre Pascoli era conoscitore appassionato di testi indiani come la Bhagavadgītā, presente infatti nella sua casa a Castelvecchio, che possono aver influenzato il suo lavoro.